# Ствол (часть оружия)

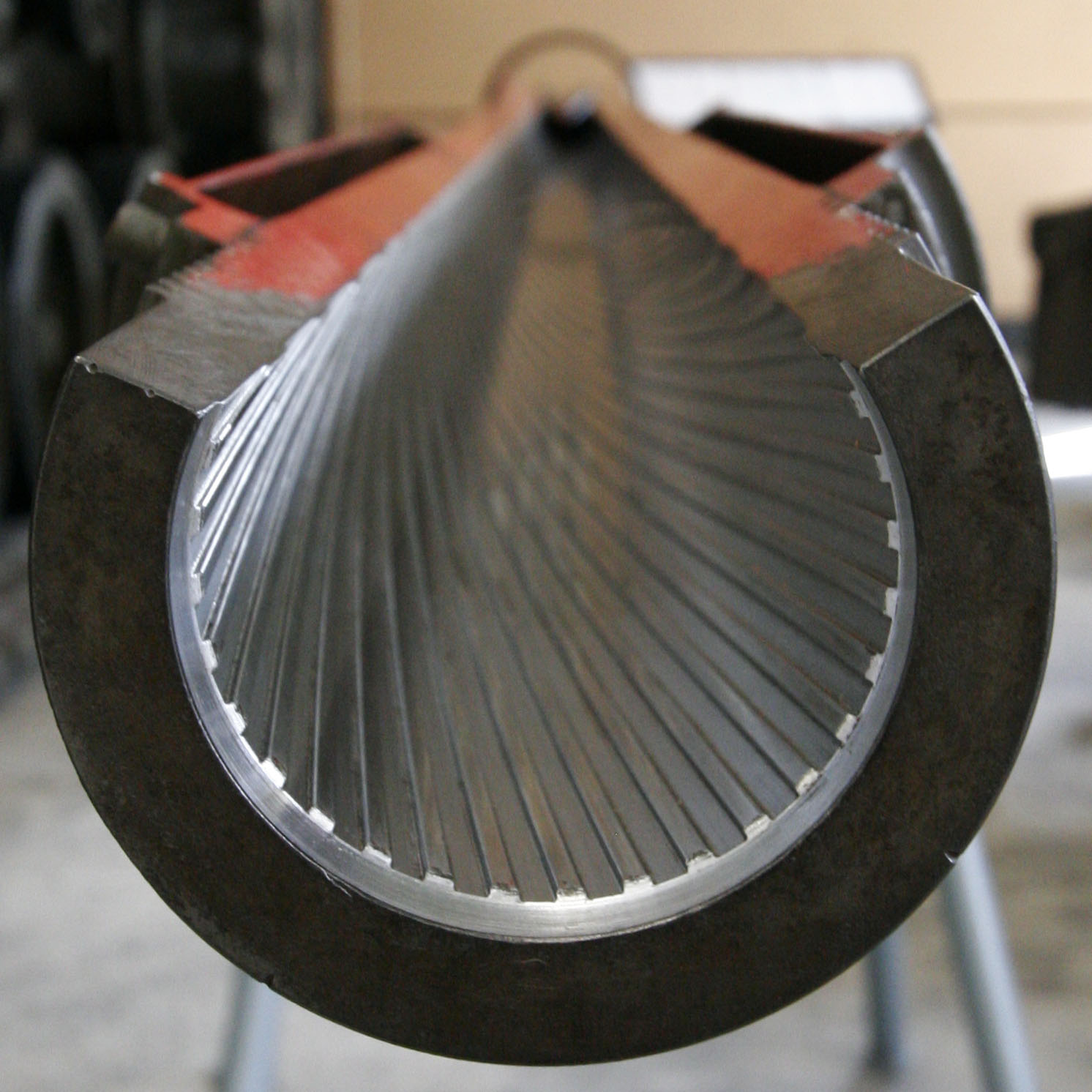
Учебная модель ствола нарезной 105 мм танковой пушки

Сечения стволов
Гладкоствольное оружие
Нарезное оружие (A, B - способы измерения калибра)
Полигональная нарезка

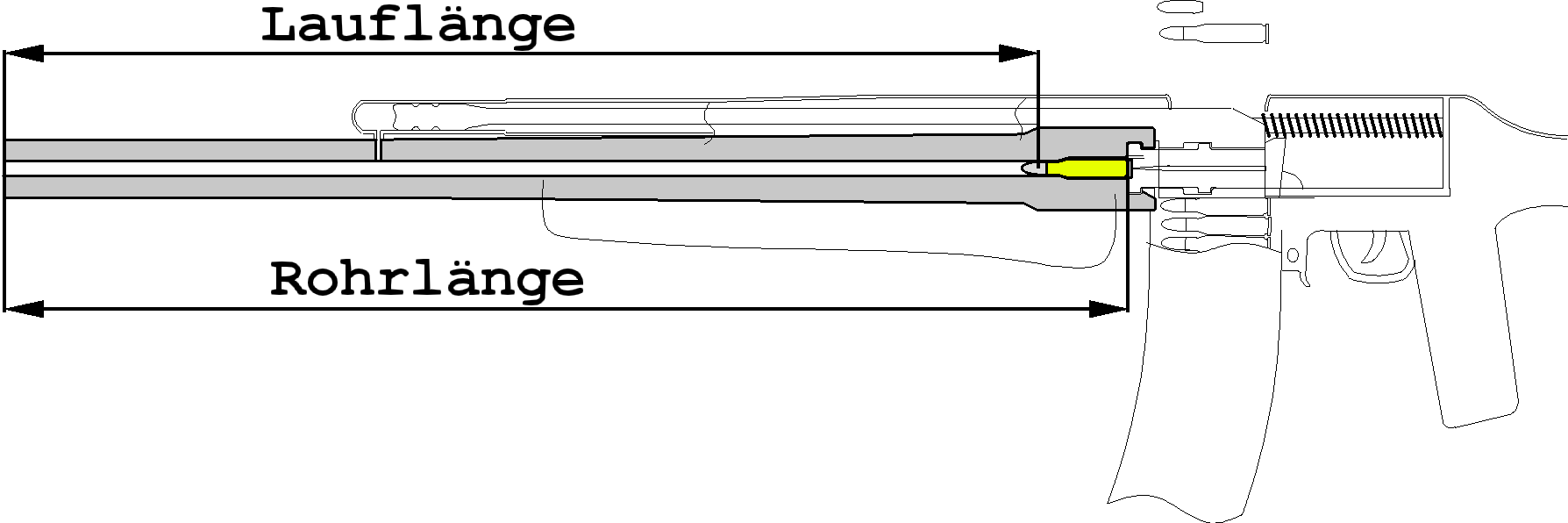
Ствол
Rohrlänge — длина ствола
Lauflänge — рабочая длина ствола

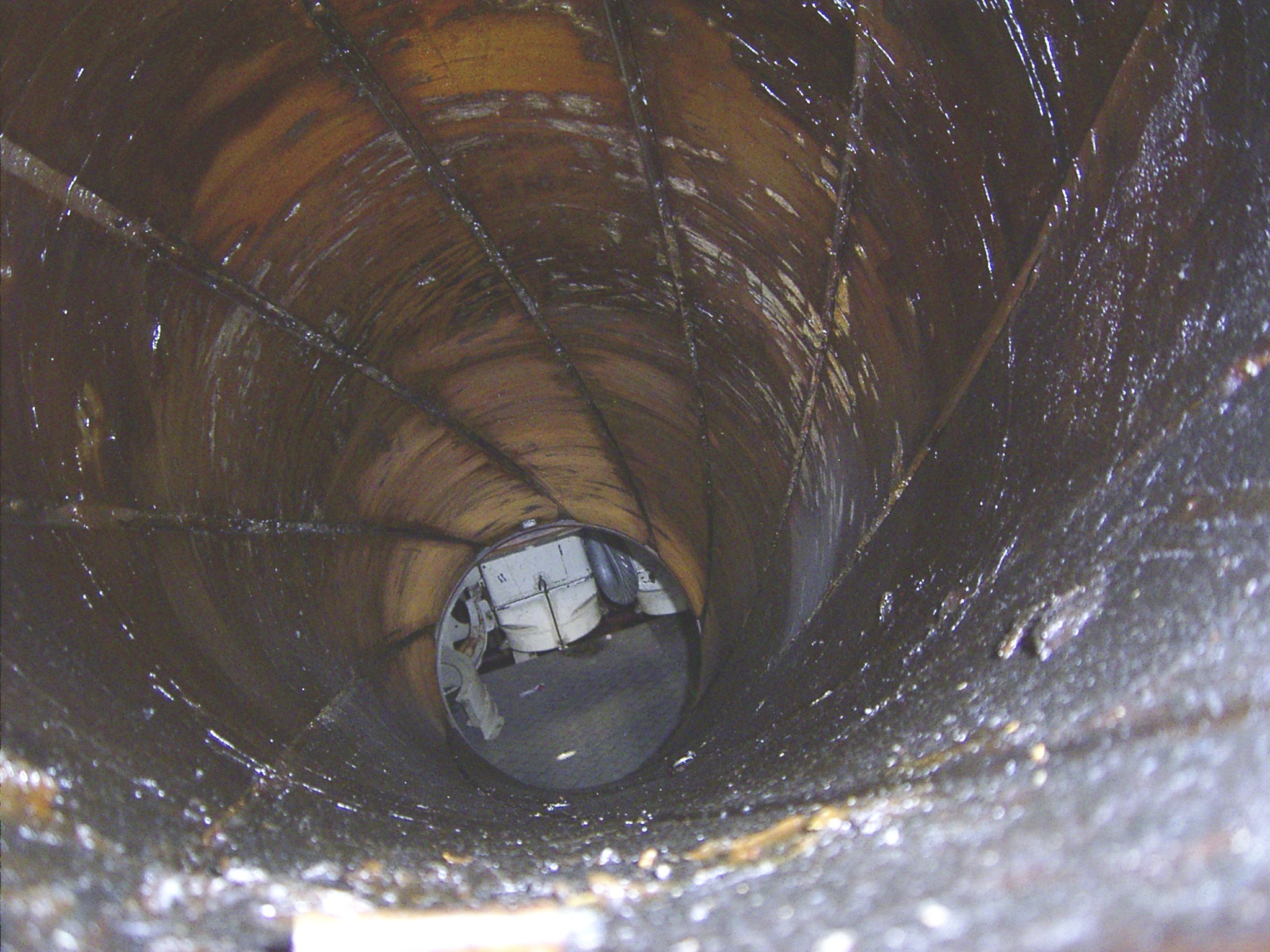
Ствол бомбомёта САУ «Штурмтигр». Калибр 380 мм

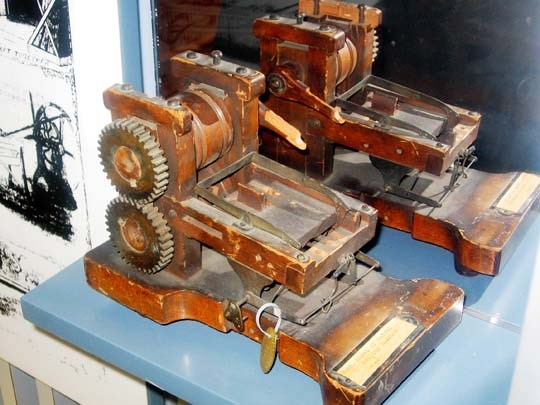
Станок для изготовления стволов Спрингфилдского арсенала

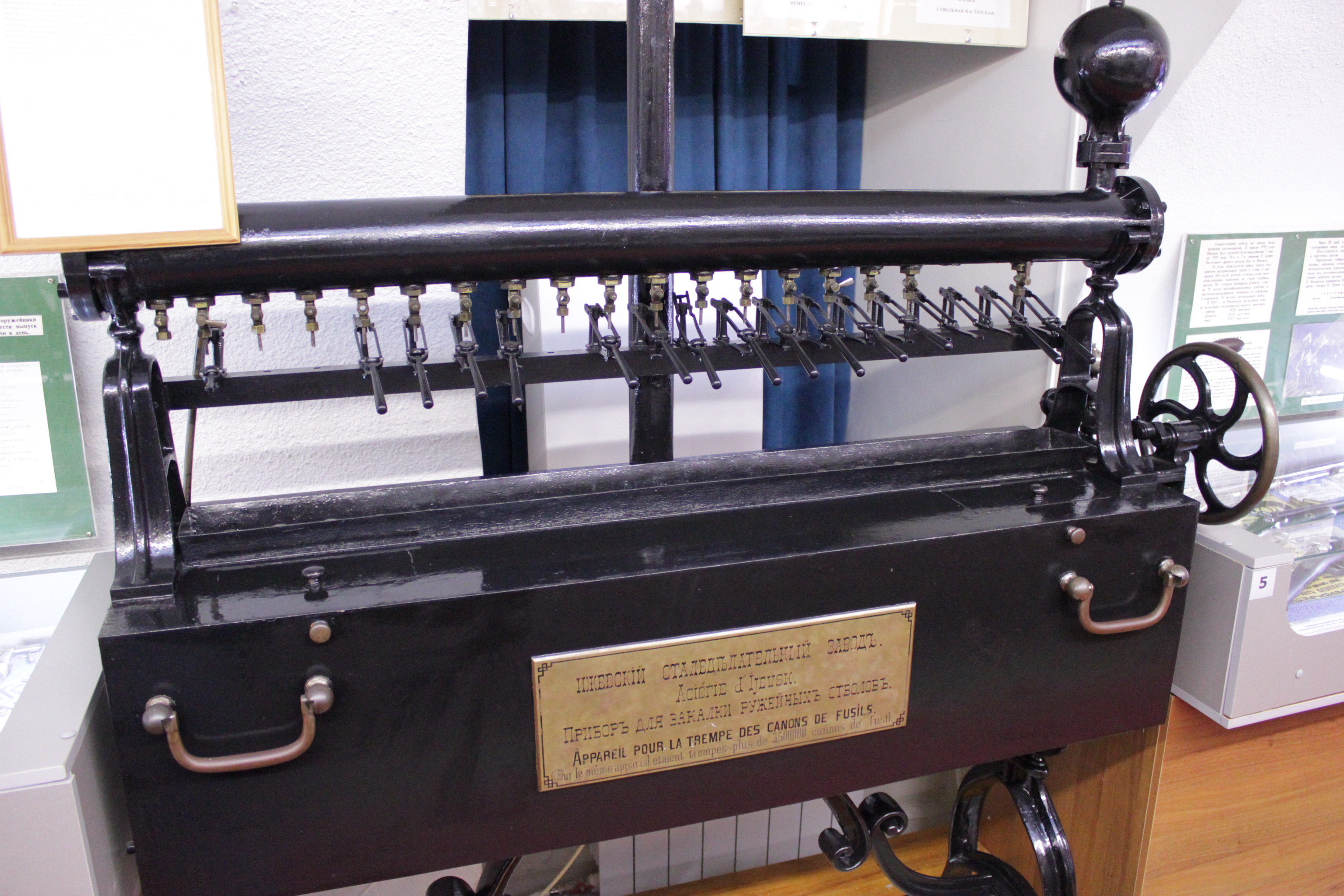
Станок для закалки стволов в музее Ижмаша

Ствол — основной конструкционный элемент многих видов оружия (в том числе — огнестрельного), предназначенный для преобразования потенциальной энергии используемой химической реакции или физического эффекта в кинетическую энергию снаряда (мины, гранаты, пули и так далее), который при движении по стволу приобретает нужную начальную скорость, вектор направления и, в некоторых случаях, момент импульса для устойчивости полёта.

## Устройство
Ствол представляет собой трубу, внутренняя полость которой называется каналом. Канал ствола состоит из каморы, где помещается метательный заряд, и ведущей части. На наружной поверхности ствола, расположенной над каморой, раньше ставилось специальное клеймо, указывающее на принадлежность орудия государству (казне), поэтому за этой частью ствола исторически сохранилось название казённой. Противоположная часть ствола получила название дульной. Соответственно торцевые срезы ствола принято называть казённым и дульным. Расстояние между этими срезами называется длиной ствола, измеряемой числом калибров этого ствола или в миллиметрах (дюймах).
Канал ствола казнозарядного оружия после заряжания и во время выстрела с казённой части закрывается затвором, который расположен в затворном гнезде казённика. У дульнозарядного оружия казённая часть заглушена, соответственно заряжание производится с дульной части ствола.
Для уменьшения энергии отката стволы некоторых орудий имеют дульные тормоза. В стволах танковой, самоходной и казематной артиллерии имеются устройства для очистки ствола от пороховых газов — эжекторы.
Ведущая часть ствола служит для придания снаряду поступательного движения с требуемой начальной скоростью. В нарезном оружии для сообщения снаряду вращения, обеспечивающего его устойчивый полёт, в ведущей части канала делаются спиральные нарезы. Калибр оружия определяется по полям или по нарезам в зависимости от стандартов страны производителя. В гладкоствольном оружии устойчивость снаряда в полёте обеспечивается с помощью стабилизирующих устройств.
Стволы миномётов и безоткатных орудий обычно гладкостенные, имеют сравнительно небольшую толщину стенок. Стволы безоткатных орудий в казённой части соединяются с соплом, через которое отводится часть пороховых газов для достижения безоткатности. Стволы стрелкового оружия имеют относительно толстые стенки, обеспечивающие прочность и уменьшающие нагрев при стрельбе. Стволы автоматических орудий средних и малых калибров в процессе стрельбы могут искусственно охлаждаться водой, прогоняемой в перерывах между стрельбой через канал ствола или по специальным каналам в его стенке.
Патронник предназначен для размещения и фиксации патрона. Его форма и размеры определяются формой и размерами гильзы патрона. В большинстве случаев форма патронника представляет собой три-четыре сопряжённых конуса: в патронниках под винтовочный и промежуточный патрон — четыре конуса, под патрон с цилиндрической гильзой — один.
Патронники магазинного оружия начинаются патронным вводом — желобком, по которому скользит пуля патрона при подаче его из магазина.
Пульный вход — участок канала ствола между патронником и нарезной частью. Пульный вход служит для правильной ориентации пули в канале ствола и имеет форму усечённого конуса с нарезами, поля которых плавно поднимаются от нуля до полной высоты. Длина пульного входа должна обеспечивать вхождение ведущей части пули в нарезы канала ствола прежде, чем дно пули покинет дульце гильзы.
Нарезная часть ствола служит для придания пуле не только поступательного, но и вращательного движения, что стабилизирует её ориентацию в полёте. Нарезы представляют собой полосовидные углубления, вьющиеся вдоль стенок канала ствола. Нижняя поверхность нареза называется дном, боковые стенки — гранями. Грань нареза, обращённая в сторону патронника и воспринимающая основное давление пули, называется боевой или ведущей, противоположная — холостой. Выступающие участки между нарезами — поля нарезов. Расстояние, на котором нарезы делают полный оборот, называется шагом нарезов. Для оружия определённого калибра шаг нарезов однозначно связан с углом наклона нарезов — углом между гранью и образующей канала ствола.

## Износ ствола
В процессе боевой эксплуатации (стрельбы) происходит износ нарезов ствола. Износ постепенно уменьшает кучность стрельбы, что приводит к необходимости периодической замены ствола. При высокой интенсивности боевых действий, ограничивающим фактором использования артиллерии может быть не только нехватка снарядов, но и износ стволов.